# 阿克塞爾·斯普林格集團
阿克塞爾·斯普林格集團為歐洲最大的數位出版公司之一，擁有眾多新聞媒體品牌，如图片报、世界报、Fakt等，雇員超過1.5萬人。於2015年財政年度，營收達33億歐元，稅前利潤為5.59億歐元，數位媒體佔該集團營收超過60%，利潤佔比接近70%。阿克塞爾·斯普林格集團的業務分為三個部分，分別為付費模式、營銷模式及分類廣告模式。